# Didier Caspers
Didier Caspers, né le 1er octobre 1992 à Noordwijk (Hollande-Méridionale), est un coureur cycliste néerlandais, spécialiste de la piste.

## Palmarès sur piste

### Championnats du monde juniors
- Montichiari 2010 
  -  Médaillé de bronze du scratch juniors

### Championnats des Pays-Bas
- 2008
  -  Champion des Pays-Bas du scratch juniors
  - 3e de l'américaine juniors
- 2010
  -  Champion des Pays-Bas d'omnium juniors
- 2011
  - 3e de l'omnium
- 2013
  -  Champion des Pays-Bas d'omnium
  - 2e de l'américaine
  - 3e de la poursuite
- 2014
  -  Champion des Pays-Bas de course aux points
  - 3e de l'américaine (avec Melvin van Zijl)

## Palmarès sur route
- 2010
  - 3e de Kuurne-Bruxelles-Kuurne juniors